# Редерн, Вильгельм фон
Граф Фридрих Вильгельм фон Редерн (нем. Friedrich Wilhelm von Redern; 9 декабря 1802, Берлин — 5 ноября 1883 или 4 ноября 1883, Берлин) — прусский придворный и государственный деятель, генеральный директор прусских королевских (затем — германских императорских) театров, кавалер русского ордена Андрея Первозванного (1875), композитор и мемуарист.

## Биография

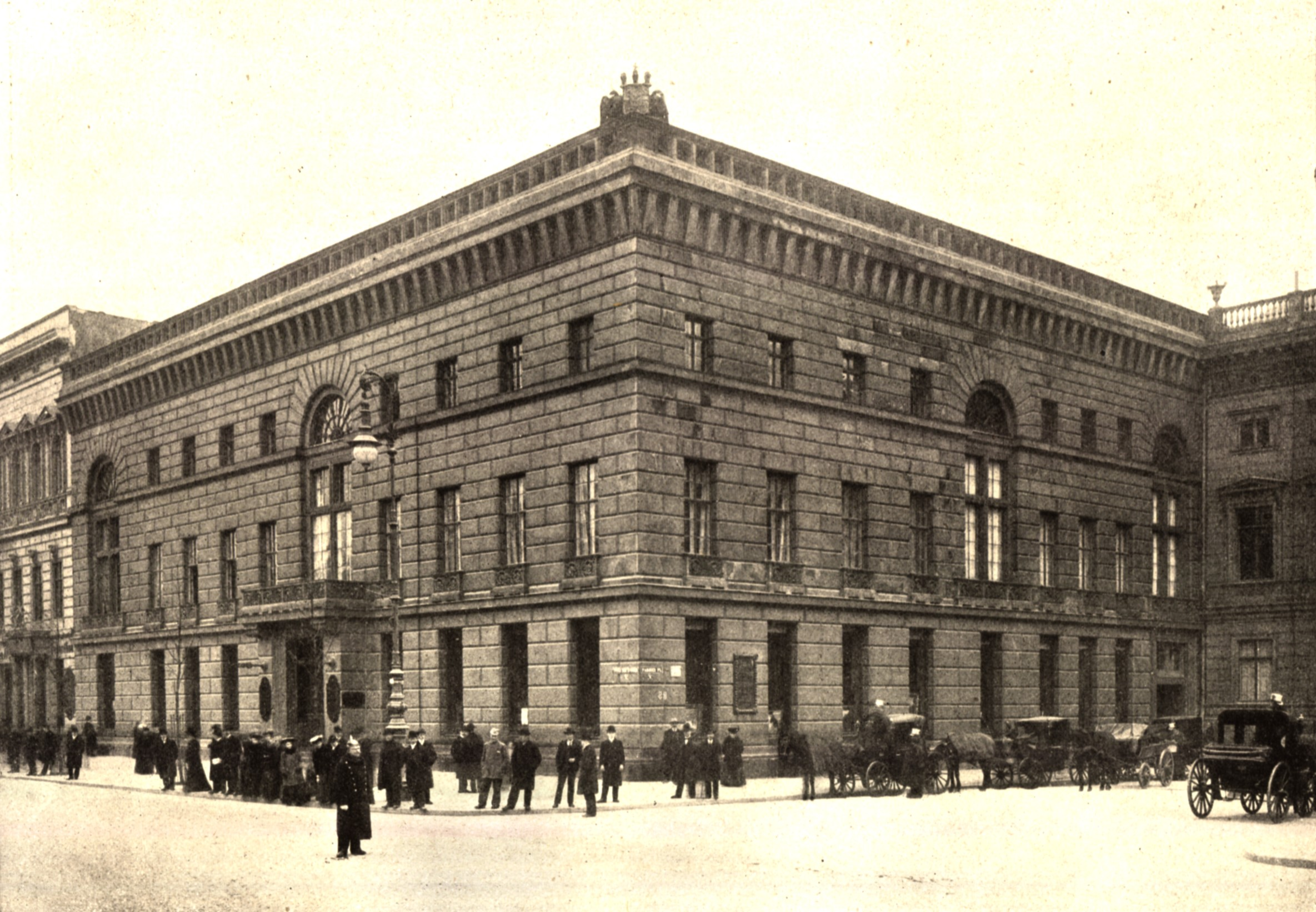
Дворец Редерна в Берлине. Фотография 1900 года.

Родился в 1802 году в Берлине в семье гофмаршала малого двора принца Генриха Прусского и камергера графа Вильгельма Якоба Морица фон Редерна (1750–1816) и его второй жены Вильгельмины, урождённой фон Оттерштедт (1772–1842). Старший брат прусского посла в России в 1863–1865 годах Генриха фон Редерна (1804—1888).
Редерн был композитором-любителем, произведения которого пользовались определённым признанием. Ещё в 1820 году, когда Редерну было около 18 лет, в Берлине была исполнена увертюра к его первой опере. В дальнейшем Редерн писал и церковную музыку. Кроме того, им было создано множество музыкальных пьес, танцев, маршей, а также кантата для соло и оркестра и опера «Кристина, королева Швеции» (либретто Темпеля), которая была впервые поставлена в Берлинском оперном театре в 1860 году, причём постановка пользовалась успехом.
В 1821—23 годах изучал право в Берлинском университете. После этого один год состоял (или числился) в прусском Гвардейском стрелковом батальоне. Затем Редерн поступил на придворную службу камергером при супруге кронпринца Фридрих Вильгельма (будущего короля Фридрих Вильгельм IV), кронпринцессе Елизавете Баварской (в дальнейшем — королеве). В 1826 году  был награждён орденом Святого Иоанна.
В 1828 году граф фон Редерн сменил графа Карла фон Брюля на посту генерального директора королевских театров: Берлинского королевского театра и Королевской оперы на Унтер-ден-Линден.
В 1830—33 годах по его заказу архитектор Карл Фридрих Шинкель капитально перестроил дворец Редернов в центре Берлина, который после этого на долгие годы превратился в один из центров светской жизни прусской столицы: Рёдерн регулярно устраивал в нём приёмы и разместил внушительную коллекцию произведений искусства.
В 1834 году женился в Гамбурге на Доротее Софии Берте Йениш (1811–1875), дочери гамбургского негоцианта. В этом браке родилась единственная дочь.
С 1842 года, в дополнение к прежним обязанностям директора королевских театров, граф фон Редерн возглавил Королевский придворный хор. В том же году получил звание действительного тайного советника.
Во время революционных событий 1848 года издал несколько меморандумов с позиции крайнего монархизма.
Редерн не служил в армии (возможно, за исключением одного года, о котором было сказано выше), но всю свою жизнь «состоял по ландверу», и в этом качестве последовательно «дослужился» до генерал-майора (1863), генерал-лейтенанта (1866) и, наконец, генерала от кавалерии (1877).
В 1865 году стал кавалером, а в 1877 году — канцлером орденского капитула ордена Чёрного орла.
В 1875 году был награждён высшим русским орденом Андрея Первозванного.
В 1880 году он начал диктовать свои воспоминания литератору Георгу Горну, который оформил их в художественный текст. Мемуары фон Редерна не были опубликованы целиком до 2003 года.
Редерн был одним из богатейших землевладельцев Пруссии, владельцем многих тысяч гектар земли.
Скончался в 1883 году в Берлине. Его поместья и берлинский дворец Рёдерн унаследовал младший брат Генрих фон Редерн.
В 1906 году дворец Редерн был продан и снесён, а на его месте построен отель.

## Мемуары
- Friedrich Wilhelm von Redern, Georg Horn: Unter drei Königen. Lebenserinnerungen eines preußischen Oberkämmerers und Generalintendanten. hrsg. von Sabine Giesbrecht, Böhlau, Köln/Weimar 2003, ISBN 3-412-17402-5